# Impatiens bakeri
Impatiens bakeri är en balsaminväxtart som beskrevs av Otto Warburg. Impatiens bakeri ingår i släktet balsaminer, och familjen balsaminväxter. Inga underarter finns listade i Catalogue of Life.